# Buxus loheri
Buxus loheri är en buxbomsväxtart som beskrevs av Merrill. Buxus loheri ingår i släktet buxbomar, och familjen buxbomsväxter. Inga underarter finns listade i Catalogue of Life.